# エイジ (企業)
株式会社エイジ（英: AGE Inc.）は、オンラインゲームの開発・運営を主体業務とする日本の企業。株式会社アエリアの完全子会社。
旧商号は株式会社ガマニアデジタルエンターテインメントで、台湾ガマニアグループの日本法人であった。

## 業務内容
- オンラインゲームの開発
- オンラインゲームの運営
- 決済システム「GASH」の運用

## 沿革
- 2001年
  - 株式会社ガマニアデジタルエンターテインメント設立
- 2002年
  - 東京ゲームショウ出展
  - 「エターナルカオス」、正式サービス開始
- 2003年
  - 「GALmania2003クリック美少女コンテスト」、スタート
  - GASH、WebMoney決済提携開始
- 2004年　 　MMOあきんどSRPG「巨商伝」、正式サービス開始
  - 3DMMORPG「エバークエスト日本語版」、正式サービス開始
- 2005年
  - GASH、NETCASH決済提携開始
  - 3DMMORPG「エターナルカオス」、ゲーム料金無料化開始
  - オンライン音楽アクションゲーム「O2Jam」、正式サービス開始
- 2006年
  - 「ガマニアモバイル」（iモード）、サービス開始
  - アクションゲーム「COCOCAN」、正式サービス開始
  - 3DMMORPG「飛天オンライン」、正式サービス開始
  - GASH販売開始、郵便局ATM
  - 東京ゲームショウ出展
  - ケモカワMMORPG「ホーリービースト」正式サービス開始
- 2007年
  - オンライン音楽ゲーム「O2Jam」の日本運営サービス終了
  - オンラインボードゲーム「ネットdeすごろくす〜ぱぁ★リッチ」が、携帯専用サービス「ガマニアモバイル」にてサービス開始
  - 「エターナルカオス」タイトル名を一新「エターナルカオスNEO」となり大規模アップデート
  - 携帯専用サービス「ガマニアモバイル」から「ネットゲームチャンネル」へと名称を新たにサービスリニューアル強化
  - ガマニア自社開発コンテンツMMORPG「ブライトシャドウ」正式サービス開始
- 2008年
  - GASH「ドコモケータイ払い」決済サービス開始
  - MMORPG「ルーセントハート」正式サービス開始
  - GASH、ソフトバンクモバイル株式会社の提供する決済サービス「S！まとめて支払い」を導入
  - GASH、クレジットカード決済セキュリティを強化、「セキュリティコード承認システム」を導入
- 2009年
  - 限界∞突破！爽快バトルRPG「アンリミテッドハーツ」正式サービス開始
  - GASHアカウント統合サービス開始
- 2010年
  - オリジナルアニメーション「HERO:108」、欧米四ヶ国を先行しグローバル展開開始
  - 「ガマニア公式twitter」を開始
  - 「GASH」会員システムにワンタイムパスワードを導入
  - Web 戦略シミュレーション「キングダムサーガ」正式サービス開始
  - 東京ゲームショウに大規模出展
  - かわいすぎるMMORPG「ディビーナ」正式サービス開始
  - 乙女満載、三国統一シミュレーション「Web恋姫†夢想」正式サービス開始
- 2011年
  - 台湾にてGamania Game Show開催し新作タイトルを発表
  - 後世に聖戦と語り継がれた英雄たちの物語「セイクリッドシュバリエ」正式サービス開始
  - 「GASH」にて「iD」 決済サービスを導入
  - Gamania Koreaを通じて韓国での「Web恋姫†夢想」正式サービス開始
  - Gamania Hong Kongを通じて香港における「Web恋姫†夢想」正式サービス開始
- 2012年
  - 彼女xロボット育成戦略シミュレーション「Webパワードール」正式サービス開始
  - 「GREE」向けモバイルアプリ「恋姫†夢想　EXA」のサービスを開始
- 2013年
  - MOアクションRPG「ティアラコンチェルト」サービス開始　
  - Webゲーム「あっぱれ！天下御免 乱」サービス開始
  - スマートフォンアプリ「もじって！はに神さまっ！」サービス開始
- 2014年
  - スマートフォンアプリ「てのひらワンコ」サービス開始
  - Webゲーム「感染×少女」サービス開始
  - スマートフォンアプリ「アルティメットジョーカー」サービス開始
  - 同年12月、簡易株式交換により株式会社アエリアの完全子会社となる。
- 2015年
  - スマートフォンアプリ「アストラルゲイザー」サービス開始
  - 同年6月、株式会社エイジへ商号変更。
- 2017年
  - 7月ゲームポータルサイト「AGEゲームズ」完全閉鎖
- 2018年
  - スマートフォンアプリ「感染×少女」をKADOKAWAより配信権移管

## ゲームタイトル一覧

### 運営中タイトル
運営アプリゲームタイトル
- 感染×少女
- てのひらワンコ

### 過去のタイトル
- ルーセントハート
- 巨商伝
- Web恋姫†夢想
- Webナイトカーニバル！
- アストラルステアウェイズ
- アルテイルネット
- ゲットアンプド2
- コズミックブレイク
- スカッとゴルフパンヤ
- トリックスター
- ペーパーマン
- ユグドラシル
- 黄金航路
- 競馬伝説Live!
- 三国群英伝ONLINE
- 式姫草子
- 聖痕のエルドラド
- 桃色大戦ぱいろん
- 眠らない大陸クロノス
- 式姫の庭
- アルフヘイムの魔物使い
- 幻想戦姫
- エターナルカオスNEO
- エバークエスト
- O2Jam
- COCOCAN
- ディビーナ - 2014年11月サービス終了
- ブライトシャドウ
- ホーリービースト
- 飛天オンライン
- キングダムサーガ
- アンリミテッドハーツ
- セイクリッドシュバリエ
- Webパワードール
- Webファントム・ブレイブ
- 君主online
- トリックスター
- CABAL ONLINE
- Luvinia Saga
- Maru-Jan
- アヴァロンの鍵オンライン
- エインヘリアル
- くろネコ ONLINE
- あっぱれ！天下御免 乱
- みんなでカジノ

アプリゲーム
- もじって！はに神さまっ！
- てのひらニャンコ